# 中央町 (大分市)
中央町（ちゅうおうまち）は、大分県大分市の町名である。現行行政地名は中央町一丁目から中央町四丁目。住居表示実施済区域。

## 地理

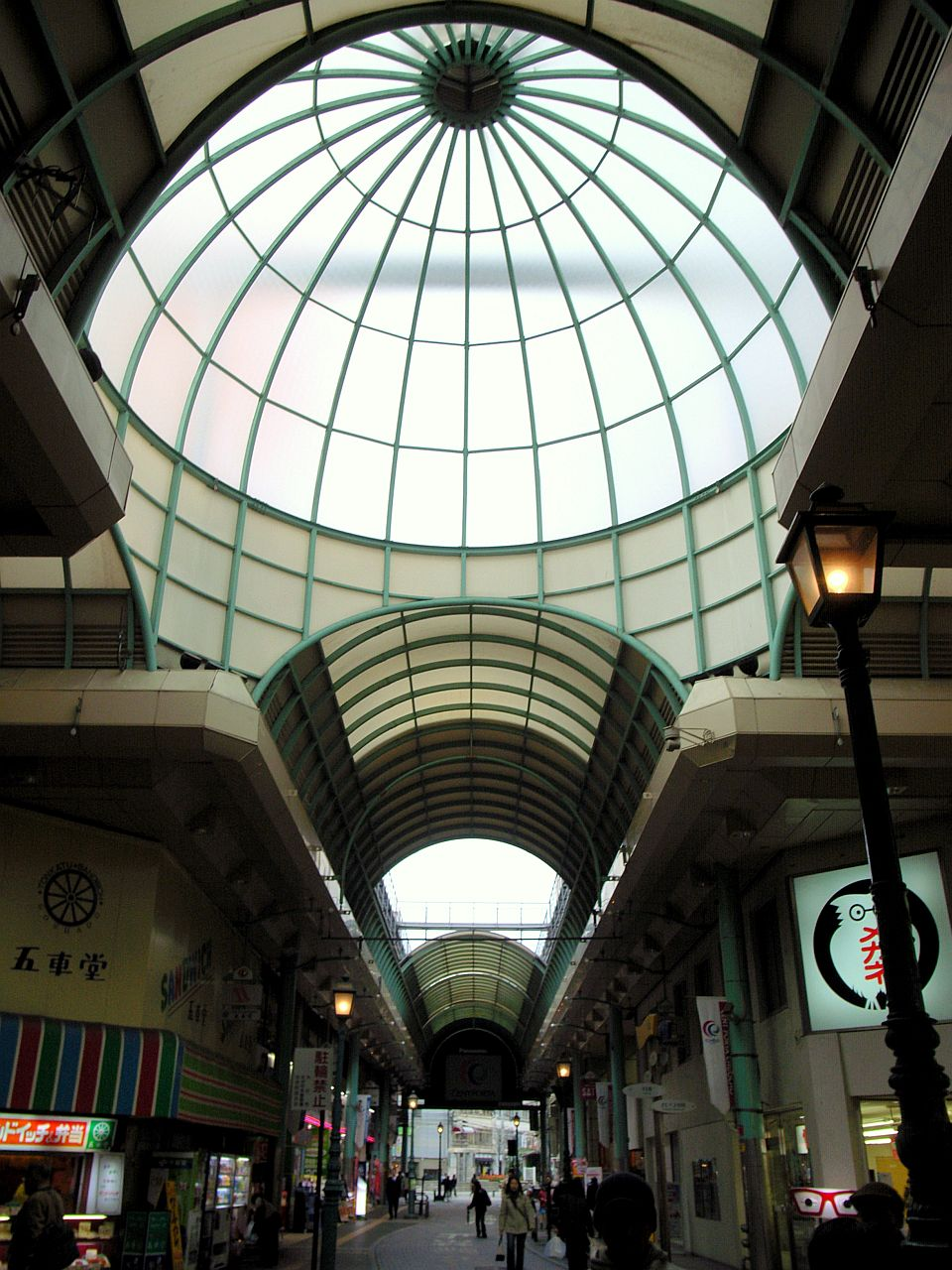
セントポルタ中央町

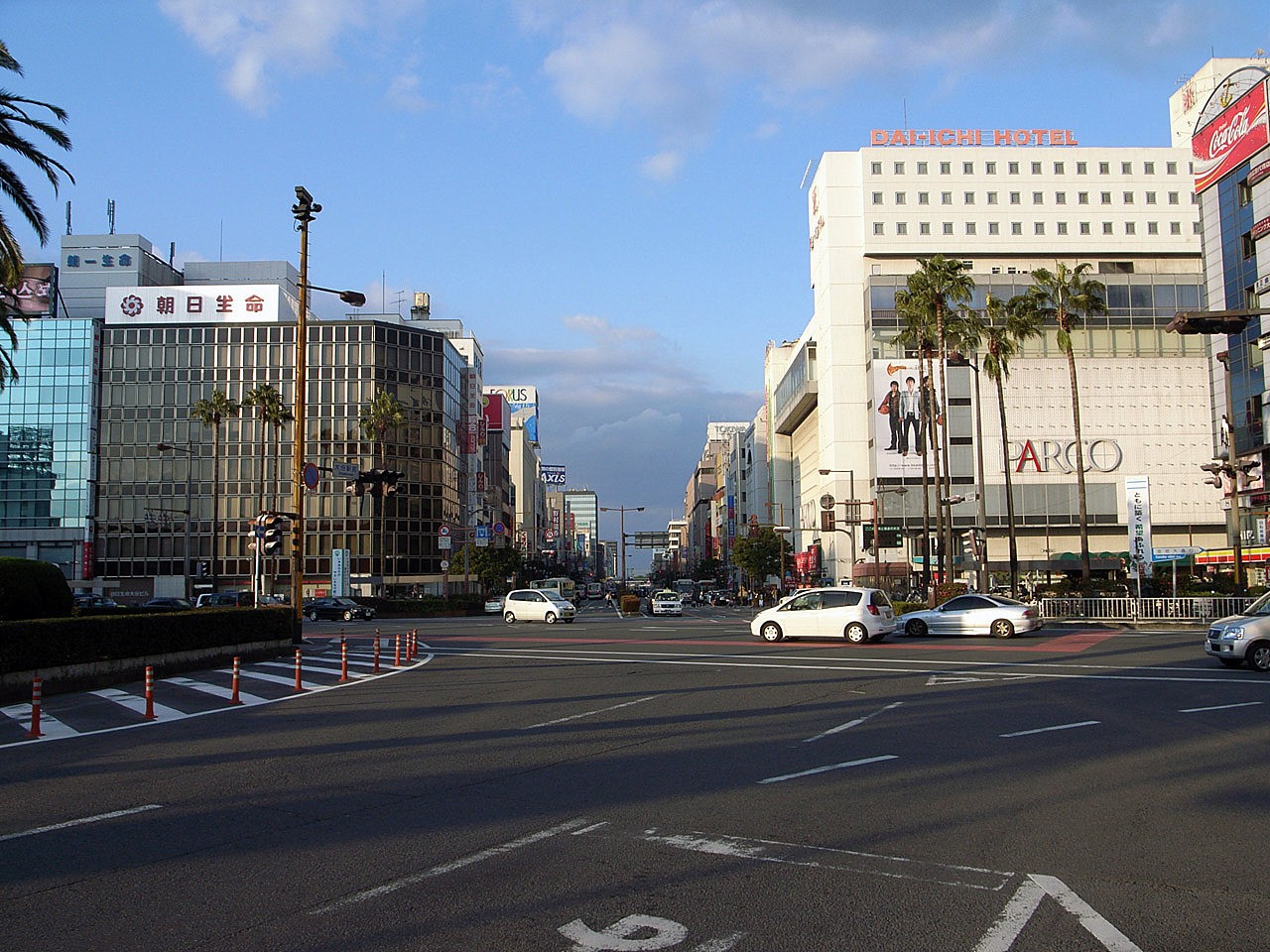
中央通り。向って右が府内町、左が中央町。

大分市中心部に位置する。北及び西を国道197号（昭和通り）、東を中央通り（大分市道中央通り線）、南を国道10号（産業通り）に囲まれた地区で、それぞれ道路を挟んで、北で都町、東で府内町、南で末広町、西で高砂町に接する。
町域内は、東から西に1-4丁目に分かれる。町域の東端に沿って南北に延びる中央通りや、中央通りの西側に平行するセントポルタ中央町及び町域の北寄りを東西に貫くガレリア竹町の2つのアーケード商店街を中心に、商業施設が集積する大分市を代表する商業地区である。町域内には、大分県内の商業地最高価格地点も存在している。また、路線価でも2017年まで25年連続で中央町1丁目の中央通りが県内最高であったが、2018年に末広町に入れ替わった。

## 歴史
大字大分の一部（通称で本町・竹町・西新町・荷揚町・若草・紺屋町の一部・荷揚町西の一部・中央町の一部）から1963年（昭和38年）に成立。

## 世帯数と人口
2022年（令和4年）3月31日現在（大分市発表）の世帯数と人口は以下の通りである。
| 丁目         | 世帯数  | 人口  |
| ------------ | ------- | ----- |
| 中央町一丁目 | 43世帯  | 72人  |
| 中央町二丁目 | 103世帯 | 166人 |
| 中央町三丁目 | 295世帯 | 366人 |
| 中央町四丁目 | 163世帯 | 254人 |
| 計           | 604世帯 | 858人 |

### 人口の変遷
国勢調査による人口の推移。
| 1995年（平成7年）  | 873人 | [ 8 ]  |  |
| 2000年（平成12年） | 733人 | [ 9 ]  |  |
| 2005年（平成17年） | 809人 | [ 10 ] |  |
| 2010年（平成22年） | 892人 | [ 11 ] |  |
| 2015年（平成27年） | 885人 | [ 12 ] |  |
| 2020年（令和2年）  | 888人 | [ 13 ] |  |

### 世帯数の変遷
国勢調査による世帯数の推移。
| 1995年（平成7年）  | 458世帯 | [ 8 ]  |  |
| 2000年（平成12年） | 381世帯 | [ 9 ]  |  |
| 2005年（平成17年） | 451世帯 | [ 10 ] |  |
| 2010年（平成22年） | 590世帯 | [ 11 ] |  |
| 2015年（平成27年） | 644世帯 | [ 12 ] |  |
| 2020年（令和2年）  | 657世帯 | [ 13 ] |  |

## 学区
市立小・中学校に通う場合、学区は以下の通りとなる（2022年4月時点）。
| 丁目         | 番・番地等 | 義務教育学校     |
| ------------ | ---------- | ---------------- |
| 中央町一丁目 | 全域       | 大分市立碩田学園 |
| 中央町二丁目 | 全域       | 大分市立碩田学園 |
| 中央町三丁目 | 全域       | 大分市立碩田学園 |
| 中央町四丁目 | 全域       | 大分市立碩田学園 |

## 事業所
2016年（平成28年）現在の経済センサス調査による事業所数と従業員数は以下の通りである。
| 丁目         | 事業所数  | 従業員数 |
| ------------ | --------- | -------- |
| 中央町一丁目 | 188事業所 | 1,744人  |
| 中央町二丁目 | 248事業所 | 1,882人  |
| 中央町三丁目 | 123事業所 | 563人    |
| 中央町四丁目 | 58事業所  | 401人    |
| 計           | 617事業所 | 4,590人  |

## 交通

### 道路
- 国道10号
- 国道197号

## 施設
公共施設
- 若草公園

金融機関
- 三井住友銀行大分支店
- 三井住友信託銀行大分支店
- 肥後銀行大分支店
- 大分銀行大分駅前支店
- 大分信用金庫西新町支店

商業施設
- セントポルタ中央町
- ガレリア竹町
- 大分市若草通り商店街
- 大分オーパ
- トキハインダストリー若草公園店
- ジュンク堂書店大分店[16]。
- 大分マート

その他
- 大分県労働福祉会館
- カトリック大分教会
- カトリック海星幼稚園

### かつて存在した施設
- 大分フォーラス - 2017年2月26日閉店。改築し2019年6月1日に大分オーパが開店
- 大分サティ - 2009年3月20日閉店。入居していたビルは減築され、トキハインダストリー若草公園店等が入居。
- ベスト電器大分店 - 跡地にはジュンク堂書店大分店が入居。

## その他

### 日本郵便
- 郵便番号 : 870-0035[2]（集配局 : 大分中央郵便局[17]）。